# Eulji Mundeok
Eulji Mundeok o Ulchi Mundok (en alfabeto hangul:을지문덕, en hanja:乙支文德, Medio del siglo Ⅵ - 629) fue el general de Goguryeo, tres reinos de Corea. Eulji asumió la defensa contra la ofensiva la dinastía Sui. Se considera uno de los más excelentes generales en la historia militar coreana.

## Biografía
Eulji nació en la mitad del siglo Ⅵ y murió en algún momento después de 618. El libro Haedong myeongjangjeon (Biografías de los generales coreanos), escrito en el siglo XVIII, dice que Eulji nació en la montaña Seokda, actualmente Pyongyang. Cuando él nació, su estado, Goguryeo, había tenido numerosas guerras y conflictos con sus vecinos, principalmente los estados chinos al norte y oeste, también Baekje y Silla al sur.
En 589, la dinastía Sui finalmente unificó China por primera vez después de la caída de Han, lo que significa que China logró componer finalmente el desorden extremo de los últimos tres siglos. Como Sui quería expandir su fuerza al este (a Manchuria y a la península coreana), empezó una serie de campañas.
Eulji Mundeok era un hombre con conocimiento y arte marcial y escaló a primer ministro de Goguryeo.

## Batalla del río Salsu
Como Sui se fundó en 589, la paz continuaba aparentemente entre la fuerza china y Goguryeo. Pero en 597, el rey Yeongyang de Goguryeo lanzó un ataque preventivo en el río Liao, donde se consideraba la frontera china tradicionalmente. En cambio, Sui empezó su contraataque pero cesó debido a un tifón.
A principios del siglo Ⅶ, el emperador Yang-di de Sui se enteró del establecimiento de contactos secretos entre Goguryeo y el Kaganato turco oriental, por lo que llamó al rey Yeongyang para exigirle sumisión. Al negarse éste, Yangdi se preparó para la guerra.
Yangdi reunió un ejército de más de 1.133.000 militares y lo dirigió personalmente contra Goguryeo en 612. Cruzando la frontera de Goguryeo, los militares chinos se prepararon para conectar con el ejército enemigo. En este caso, Eulji Mundeok, nombrado mariscal de campo, controlaba las fuerzas de Goguryeo y la situación era muy seria debido a su inferioridad numérica. 
Después de cruzar al río Liao, un pequeño contingente chino se envió a la ciudad de Yodong, mientras que el general Eulji provocaba a las fuerzas chinas en terreno pantanoso, porque la larga lluvia continuaba en ese momento. Como las fuerzas de Sui se movilizaron en largas marchas en la lluvia, se agotaron fácilmente sin ocupar una sola fortaleza de Goguryeo.
Cuando la lluvia terminó, Yangdi se desplazó a los diques cerca del río Yalu, noroeste de Corea. Una serie de pequeños conflictos agotaban a las fuerzas chinas, cada vez más lejos de los centros de aprovisionamiento. La vanguardia militar de 350.000 hombres fue enviada a tomar Pionyang, la capital de Goguryeo. Cuando la división china se acercó a Pionyang, Eulji Mundeok tendió una emboscada a los ejércitos chinos y empezó atacar violentamente por todas partes. Las tropas de Goguryeo persiguieron al ejército chino en retirada y total confusión, matando a discreción. En esta ruta, Eulji Mundeok utilizó el río Salsu (posiblemente el río Cheongcheon) para construir unos diques. Cuando las fuerzas de Sui cruzaban al río, de repente destruyeron los diques, resultando el ataque perfecto y matando a casi todos. Los recuerdos históricos dicen que solo 2.700 hombres regresaron a Sui. Esta batalla se considera una de más grande victorias en voz de las guerras con China.

## Fallecimiento
Como Sui trató de invadir a Goguryeo continuamente, Eulji utilizó la baza de las fortalezas. Logró proteger la fortaleza de Sin (actualmente Liaoyang), pero murió poco tiempo después.
Por otra parte, Sui empezó disgregarse y el emperador Yangdi decidió expandir su dominio para asegurar su fuerza. Sin embargo, otros dos ataques a Goguryeo encontraron desastres similares, y finalmente una rebelión en su reino acabó con su vida. La dinastía Sui dio paso a la dinastía Tang en 618.